# Lepidepecreum umbo
Lepidepecreum umbo är en kräftdjursart som först beskrevs av Goës 1866.  Lepidepecreum umbo ingår i släktet Lepidepecreum och familjen Lysianassidae. Inga underarter finns listade i Catalogue of Life.